# Старетина
Старетина је планина у Босни и Херцеговини.
Налази се на западу Босне и Херцеговине, у области Тропоље, између планина Шатор на сјеверозападу и Велика Голија на југоистоку. Планина је долином Јасик подијељена на два дијела. Три највиша врха су Велико брдо (1487 м), Талијанов врх (1472 м) и Врхови или Чатрња (1633 м).
На Старетини извире Медвид поток, један од ријетких висинских извора у западној Босни. Планина је обрасла јеловим шумама.